# Jewgeni Jewgenjewitsch Nesterenko

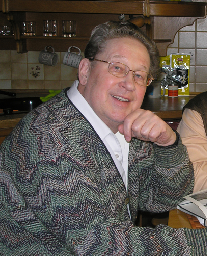
Jewgeni Nesterenko (2008)

Jewgeni Jewgenjewitsch Nesterenko (russisch Евгений Евгеньевич Нестеренко; * 8. Januar 1938 in Moskau, Sowjetunion; † 20. März 2021 in Wien, Österreich) war ein sowjetischer bzw. russischer Opernsänger (Bass).

## Leben
Nesterenko war Solist am Moskauer Bolschoi-Theater, der Metropolitan Opera und der Covent Garden Opera und gastierte an vielen Opernhäuser der Welt, wie der Wiener Staatsoper oder am Teatro alla Scala. Er galt als einer der führenden Bass-Vertreter seiner Generation.
Er lehrte darüber hinaus als Professor von 1975 bis 1993 am Moskauer Konservatorium und von 1993 bis 2003 am Konservatorium der Stadt Wien. Bis zu seinem Tod war er Konsultant am Bolschoi-Theater in Moskau. Zu seinen Schülern zählen unter anderem Filip Bandžak, László Polgár, Gábor Bretz, Konrad Huber und Andreas Hirsch.
Er starb am 20. März 2021 in Wien infolge einer COVID-19-Erkrankung.

## Auszeichnungen und Ehrungen
- 1. Preis und Goldmedaille des Internationalen Tschaikowski-Wettbewerbes (1970, Moskau)
- Volkskünstler der UdSSR (1976)[5]
- Leninpreis (1982)[5]
- Leninorden (1988)[5]
- Kammersänger (1992, Österreich)[6]
- Wilhelm-Furtwängler-Preis (1992)[7]
- Orden der Ehre (Russland) (2014)[8]
- Ehrenprofessor Franz-Liszt-Musikakademie (1984)[7]

## Filmografie
- 1969, 1981 „Fürst Igor“ (Князь Игорь)
- 1978 „Boris Godunow“ (Борис Годунов)
- 1979, 1992 „Ein Leben für den Zaren“ (Жизнь за царя)
- 1986 „Aleko“ (Алеко)